# Casimir-Operator
Der Casimir-Operator (auch Casimir-Invariante, benannt nach dem Physiker Hendrik Casimir) wird im mathematischen Teilgebiet der Algebra und der Differentialgeometrie untersucht. Er ist ein spezielles Element aus dem Zentrum der universellen einhüllenden Algebra einer Lie-Algebra. Ein typisches Beispiel ist der quadrierte Drehimpulsoperator, der eine Casimir-Invariante der dreidimensionalen Drehgruppe ist.

## Definition
Angenommen, {\displaystyle {\mathfrak {g}}} ist eine {\displaystyle n}-dimensionale halbeinfache Lie-Algebra. Sei
{\displaystyle \{X_{i}\}_{i=1}^{n}}
irgendeine Basis von {\displaystyle {\mathfrak {g}}} und
{\displaystyle \{X^{i}\}_{i=1}^{n}}
sei die Dualbasis von {\displaystyle {\mathfrak {g}}} hinsichtlich einer festen invarianten Bilinearform (z. B. der Killingform) auf {\displaystyle {\mathfrak {g}}}. Das quadratische Casimir-Element {\displaystyle \Omega } ist das durch die Formel
{\displaystyle \Omega =\sum _{i=1}^{n}X_{i}X^{i}}
gegebene Element der universellen einhüllenden Algebra {\displaystyle U({\mathfrak {g}})}. Obschon sich die Definition des Casimir-Elements auf die direkte Wahl einer Basis in der Lie-Algebra bezieht, ist es einfach zu zeigen, dass das erzeugte Element {\displaystyle \Omega } davon unabhängig ist. Darüber hinaus impliziert die Invarianz der Bilinearform, die in der Definition benutzt wurde, dass das Casimir-Element mit allen Elementen der Lie-Algebra {\displaystyle {\mathfrak {g}}} kommutiert und daher im Zentrum der universellen einhüllenden Algebra {\displaystyle U({\mathfrak {g}})} liegt.
Sei {\displaystyle \rho } eine beliebige Darstellung der Lie-Algebra {\displaystyle {\mathfrak {g}}} auf einem (gegebenenfalls unendlichdimensionalen) Vektorraum {\displaystyle V}. Dann ist die korrespondierende quadratische Casimir-Invariante {\displaystyle \rho (\Omega )} der durch 
{\displaystyle \rho (\Omega )=\sum _{i=1}^{n}\rho (X_{i})\rho (X^{i})}
gegebene lineare Operator auf {\displaystyle V}.

## Anwendungen
Ein Sonderfall dieser Konstruktion spielt eine wichtige Rolle in der Differentialgeometrie beziehungsweise der globalen Analysis. Operiert eine zusammenhängende Lie-Gruppe {\displaystyle G} mit zugehöriger Lie-Algebra {\displaystyle {\mathfrak {g}}} auf einer differenzierbaren Mannigfaltigkeit {\displaystyle M}, so werden die Elemente von {\displaystyle {\mathfrak {g}}} durch Differentialoperatoren erster Ordnung auf {\displaystyle M} beschrieben. Sei {\displaystyle \rho } die Darstellung auf dem Raum der glatten Funktionen auf {\displaystyle M}. In diesem Fall ist die durch obige Formel gegebene Casimir-Invariante der {\displaystyle G}-invariante Differentialoperator zweiter Ordnung auf {\displaystyle M}. 
Man kann noch allgemeinere Casimir-Invarianten definieren; dies geschieht beispielsweise bei Untersuchungen von Pseudo-Differentialoperatoren in der Fredholm-Theorie.